# Meringa conway
Meringa conway är en spindelart som beskrevs av Forster 1990. Meringa conway ingår i släktet Meringa och familjen Synotaxidae. Inga underarter finns listade i Catalogue of Life.